# Pince à escargot
La pince à escargot est un couvert de table utilisé pour manger les escargots dans leurs coquilles. La pince permet de tenir la coquille de l'escargot sans risque de se brûler et de se salir les doigts. Elle s'accompagne généralement d'une fourchette à escargot.